# Eternal Tears of Sorrow
Eternal Tears of Sorrow var en finländsk musikgrupp från Norra Österbotten som spelade melodisk death metal med inslag av symphonic metal.

## Medlemmar
Senaste Medlemmar
- Altti Veteläinen – basgitarr, sång, growl (1994–2003, 2005–2025)
- Jarmo Puolakanaho – rytmgitarr (1994–2003, 2005–2025), keyboard, trum-programmering (1994–1998)
- Risto Ruut – sologitarr (2004–2009, 2018–2025)
- Janne Tolsa – keyboard (2004–2025)
- Jarmo Kylmänen – sång (2008–2025)
- Juho Raappana – trummor (2008–2025)

Tidigare medlemmar
- Olli-Pekka Törrö – gitarr (1994–1999), keyboard, programmering (1997–1998)
- Petri Sankala – trummor (1999–2003, 2005–2008)
- Antti-Matti "Antza" Talala – gitarr (1999–2000)
- Pasi Hiltula – keyboard (1999–2003)
- Antti Kokko – gitarr (2000–2003)
- Mika Lammassaari – sologitarr (2009–2018)

Turnerande medlemmar
- Antti Kokko – basgitarr (1997–1998)
- Petri Sankala – trummor (1997–1998)
- Heidi Määttä – keyboard (1999)
- Pasi Hiltula – keyboard (2009–2010)

## Diskografi
Demo
- The Fourth Dimension (som Andromeda) (1992)
- II (unfifnished) (som Andromeda) (1992)
- DWN (Instrumental demo) (som D.W.N.) (1993)
- Beyond the Fantasy (som Moshington D.C.) (1993)
- The Seven Goddesses of Frost (1994)
- Bard's Burial (1994)

Studioalbum
- Sinner's Serenade (1997)
- Vilda Mánnu (1998)
- Chaotic Beauty (2000)
- A Virgin and a Whore (2001)
- Before the Bleeding Sun (2006)
- Children of the Dark Waters (2009)
- Saivon Lapsi (2013)

Singlar
- "The Last One for Life" (2001)
- "Tears of Autumn Rain" (2009)
- "Dark Alliance" (2013)

Samlingsalbum
- A Virgin and a Whore / Chaotic Beauty (2006)

Annat
- Sacrament of Wilderness (1998) (delad album: Nightwish / Eternal Tears of Sorrow / Darkwoods My Betrothed)